# Crínán von Dunkeld
Crínán von Dunkeld (* wohl um 980; † 1045) war erblicher Abt von Dunkeld und vielleicht Mormaer von Atholl. Crínán stammte aus dem Haus der Könige von Irland und war Stammvater des Hauses Dunkeld, der Dynastie, die Schottland bis ins späte 13. Jahrhundert regieren sollte. Er war der Schwiegersohn eines Königs und der Vater eines anderen.

## Familie
Crínán war seit etwa 1000 mit Bethóc verheiratet, Tochter von Máel Coluim mac Cináeda (Malcolm II.), König der Schotten, der von 1005 bis 1034 regierte. Da Máel Coluim keine ihn überlebenden Söhne hatte, hatten die Nachkommen Bethócs den stärksten Anspruch auf den schottischen Thron. Crínáns und Bethócs ältester Sohn, Donnchad mac Crínán (Duncan I.) regierte das Land von 1034 bis 1040.
Es ist wahrscheinlich, dass Crínán einen zweiten Sohn hatte, Maldred, den Vater von Gospatric, Earl of Northumbria.

## Abt von Dunkeld
Das Kloster des heiligen Columban von Iona wurde im 6. oder frühen 7. Jahrhundert am Nordufer des Flusses Tay nach Columbans Pikten-Mission gegründet. Es kann seine Führung von den Cenél Conaill von Donegal bekommen haben. Iain Moncrieffe argumentierte, dass Crinán zu einem schottischen Zweig der irischen königlichen Dynastie gehörte. Christopher Cairney schlug eine Abstammung von den Cenél nEógain vor.
Während der Titel des erblichen Abtes (auf Gälisch coarb) ein feudales Amt war, das oft nur dem Namen nach ausgeübt wurde, scheint Crinán zu seiner Zeit als Laienabt für das Kloster verantwortlich gewesen zu sein. Er war somit ein Mann von hoher Position sowohl in der geistlichen als auch in der säkularen Gesellschaft.
Die prächtige, halb zerstörte Dunkeld Cathedral, die zwischen 1260 und 1501 in Etappen errichtet wurde, steht heute auf dem Gelände, auf dem einst das Kloster stand. Die Kathedrale enthält die einzigen erhaltenen Überreste der früheren Klostervereinigung: einen in der Ostchorwand sichtbaren Verlauf aus rotem Stein, der möglicherweise von einem früheren Gebäude wiederverwendet wurde, und zwei Kreuzplatten aus dem neunten oder zehnten Jahrhundert im Museum der Kathedrale.
Im Jahr 1045 erhob sich Crínán von Dunkeld gegen König Macbeth zur Unterstützung des Thronanspruchs seines 14-jährigen Enkels Malcolm III. Malcolm war der ältere Sohn von Crínáns Sohn, dem König Duncan, der 1040, also vor seinem Vater gestorben war. Crínán, ein älterer Mann, wurde jedoch in einer Schlacht bei Dunkeld getötet.